# Pauline Melville
 (septembre 2022).
Pauline Melville (née en Guyana en 1948) est une auteure et actrice britannique, actuellement[Quand ?] basée à Londres.

## Publications
- Le Jeu des transformations (Shape-Shifter), 1990.
- Parole de ventriloque (A Ventriloquist's Tale), 1997[2].
- La Transmigration des âmes (The Migration of Ghosts), 1998.
- Eating Air, 2009.

## Prix et distinctions
- The Guardian Fiction Prize pour Le Jeu des transformations.
- Le Macmillan Silver Pen Award pour Le Jeu des transformations.
- Le Commonwealth Writer's Prize pour Le Jeu des transformations.
- Le Whitbread First Novel Award pour Parole de ventriloque.

## Filmographie
- 1982 : Scrubbers de Mai Zetterling
- 1989 : How to Get Ahead in Advertising de Bruce Robinson
- 1992 : Utz, la passion de l'art de George Sluizer